# Сирия на летних Олимпийских играх 2016
Сирия на летних Олимпийских играх 2016 года была представлена семью спортсменами в пяти видах спорта.

## Состав сборной
Дзюдо
1. Мохамад Касем

 Лёгкая атлетика
1. Маджид Газаль
2. Гофран Аль-Мохаммад

 Настольный теннис
1. Хеба Алледжи

 Плавание
1. Азад Аль-Барази
2. Байян Джумах

 Тяжёлая атлетика
1. Ман Асаад

## Результаты соревнований

### Водные виды спорта

#### Плавание
В следующий раунд на каждой дистанции проходят спортсмены, показавшие лучший результат, независимо от места, занятого в своём заплыве.
Мужчины
| Дистанция          | Спортсмены      | Предварительный раунд | Предварительный раунд | Предварительный раунд | Полуфинал            | Полуфинал            | Полуфинал            | Финал                | Финал                |
| Дистанция          | Спортсмены      | Заплыв                | Результат             | Место                 | Заплыв               | Результат            | Место                | Результат            | Место                |
| ------------------ | --------------- | --------------------- | --------------------- | --------------------- | -------------------- | -------------------- | -------------------- | -------------------- | -------------------- |
| 100 метров брассом | Азад Аль-Барази | 2                     | 1:02,22               | 36                    | Завершил выступление | Завершил выступление | Завершил выступление | Завершил выступление | Завершил выступление |

Женщины
| Дистанция                | Спортсмены   | Предварительный раунд | Предварительный раунд | Предварительный раунд | Полуфинал            | Полуфинал            | Полуфинал            | Финал                | Финал                |
| Дистанция                | Спортсмены   | Заплыв                | Результат             | Место                 | Заплыв               | Результат            | Место                | Результат            | Место                |
| ------------------------ | ------------ | --------------------- | --------------------- | --------------------- | -------------------- | -------------------- | -------------------- | -------------------- | -------------------- |
| 50 метров вольным стилем | Байян Джумах | 6                     | 26,41                 | 49                    | Завершил выступление | Завершил выступление | Завершил выступление | Завершил выступление | Завершил выступление |

### Дзюдо
Соревнования по дзюдо проводились по системе с выбыванием. В утешительные раунды попадали спортсмены, проигравшие полуфиналистам турнира. Два спортсмена, одержавших победу в утешительном раунде, в поединке за бронзу сражались с дзюдоистами, проигравшими в полуфинале.
Мужчины
| Категория | Спортсмены    | 1/32 финала        | 1/16 финала              | 1/8 финала           | Четвертьфинал        | Полуфинал            | Финал                | Место |
| Категория | Спортсмены    | Соперник Результат | Соперник Результат       | Соперник Результат   | Соперник Результат   | Соперник Результат   | Соперник Результат   | Место |
| --------- | ------------- | ------------------ | ------------------------ | -------------------- | -------------------- | -------------------- | -------------------- | ----- |
| до 73 кг  | Мохамад Касем | не участвовал      | KORАн Джан Лим П 000:110 | завершил выступление | завершил выступление | завершил выступление | завершил выступление | 17    |

### Лёгкая атлетика
Мужчины
Технические дисциплины
| Дисциплина      | Спортсмен     | Квалификация | Квалификация | Финал     | Финал |
| Дисциплина      | Спортсмен     | Результат    | Место        | Результат | Место |
| --------------- | ------------- | ------------ | ------------ | --------- | ----- |
| прыжок в высоту | Маджид Газаль | 2,29         | 7 q          | 2,29      | 7     |

Женщины
Беговые дисциплины
| Дисциплина                    | Спортсмен           | Предварительный раунд | Предварительный раунд | Предварительный раунд | Полуфинал            | Полуфинал            | Финал                | Финал                |                      |
| Дисциплина                    | Спортсмен           | Забег                 | Результат             | Место                 | Результат            | Место                | Результат            | Место                |                      |
| ----------------------------- | ------------------- | --------------------- | --------------------- | --------------------- | -------------------- | -------------------- | -------------------- | -------------------- | -------------------- |
| бег на 400 метров с барьерами | Гофран Аль-Мохаммад | 4                     | 58,85                 | 8                     | Завершил выступление | Завершил выступление | Завершил выступление | Завершил выступление | Завершил выступление |

### Настольный теннис
Соревнования по настольному теннису проходили по системе плей-офф. Каждый матч продолжался до тех пор, пока один из теннисистов не выигрывал 4 партии. Сильнейшие 16 спортсменов начинали соревнования с третьего раунда, следующие 16 по рейтингу стартовали со второго раунда.
Женщины
| Соревнование     | Спортсмены   | Квалификация       | Первый раунд          | Второй раунд          | Третий раунд          | 1/8 финала            | 1/4 финала            | Полуфинал             | Финал                 |
| Соревнование     | Спортсмены   | Соперник Результат | Соперник Результат    | Соперник Результат    | Соперник Результат    | Соперник Результат    | Соперник Результат    | Соперник Результат    | Соперник Результат    |
| ---------------- | ------------ | ------------------ | --------------------- | --------------------- | --------------------- | --------------------- | --------------------- | --------------------- | --------------------- |
| одиночный разряд | Хеба Алледжи | MEXЯ. Силва П 0:4  | завершила выступление | завершила выступление | завершила выступление | завершила выступление | завершила выступление | завершила выступление | завершила выступление |

### Тяжёлая атлетика
Каждый НОК самостоятельно выбирает категорию в которой выступит её тяжелоатлет. В рамках соревнований проводятся два упражнения — рывок и толчок. В каждом из упражнений спортсмену даётся 3 попытки. Победитель определяется по сумме двух упражнений. При равенстве результатов победа присуждается спортсмену, с меньшим собственным весом.
Мужчины
| Категория    | Спортсмены | Вес    | Рывок | Рывок | Рывок | Толчок | Толчок | Толчок | Всего | Место |
| Категория    | Спортсмены | Вес    | 1     | 2     | 3     | 1      | 2      | 3      | Всего | Место |
| ------------ | ---------- | ------ | ----- | ----- | ----- | ------ | ------ | ------ | ----- | ----- |
| свыше 105 кг | Ман Асаад  | 143,42 | 180   | 187   | 187   | 220    | 233    | 233    | 400   | 15    |